# ノヴァヤゼムリャ
座標: 北緯74度 東経56度 / 北緯74度 東経56度

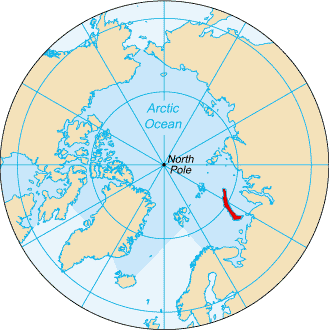
ノヴァヤゼムリャの位置

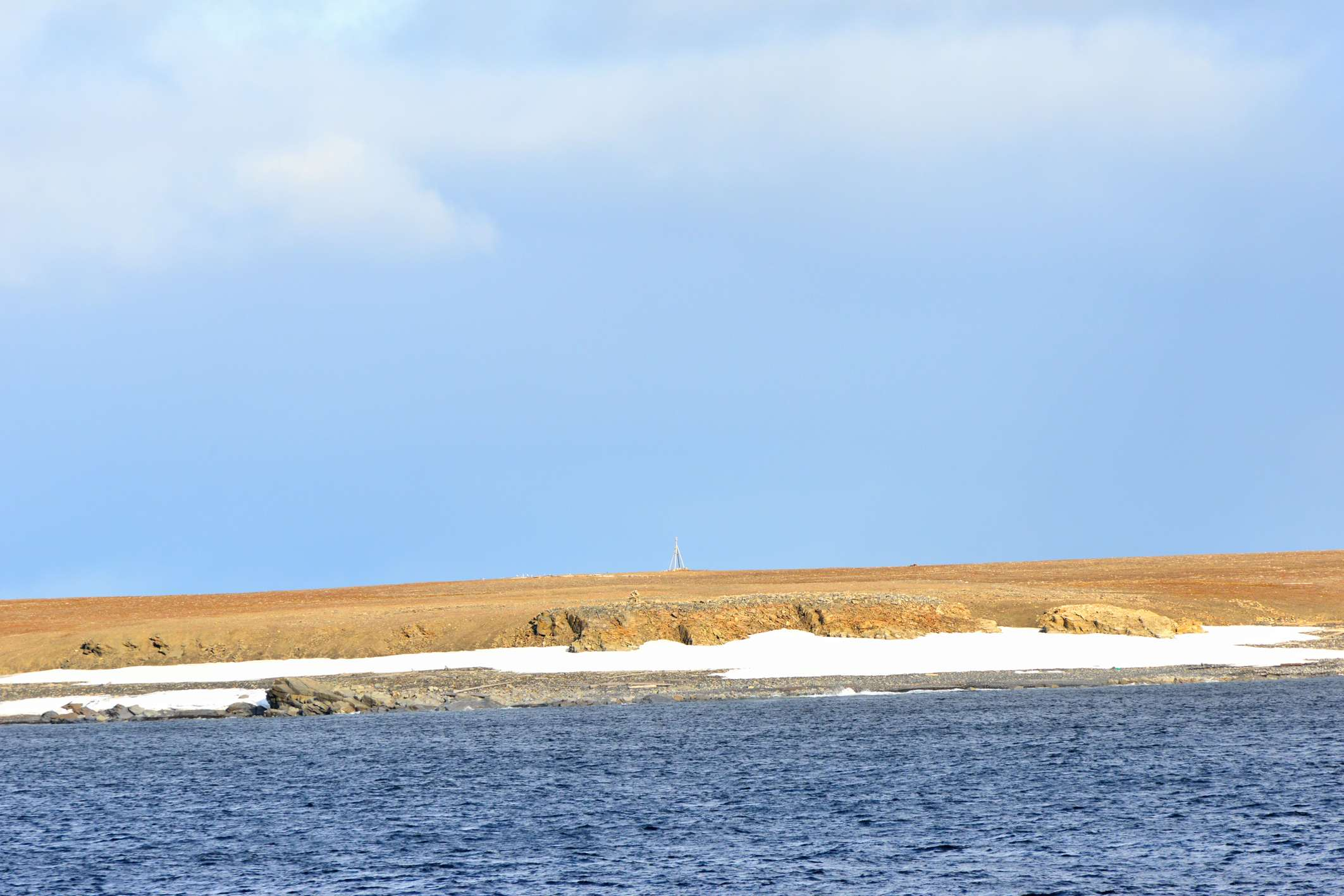
バレンツ湾

ノヴァヤゼムリャ（ロシア語: Новая Земля, ラテン文字転写: Novaya Zemlya ノーヴァヤ・ズィムリャー；他のラテン文字表記の例: Novaja Zemlja 直訳すると「新しい大地」）は北極海に浮かぶ列島で、バレンツ海とカラ海を分け、ヨーロッパの最北東端に位置する。ロシア連邦領。アルハンゲリスク州に属する。ノーヴァヤ・ゼムリャーとも書かれる。かつてはカラ島とも呼ばれた。銅、鉛、亜鉛などを産する。

## 地理

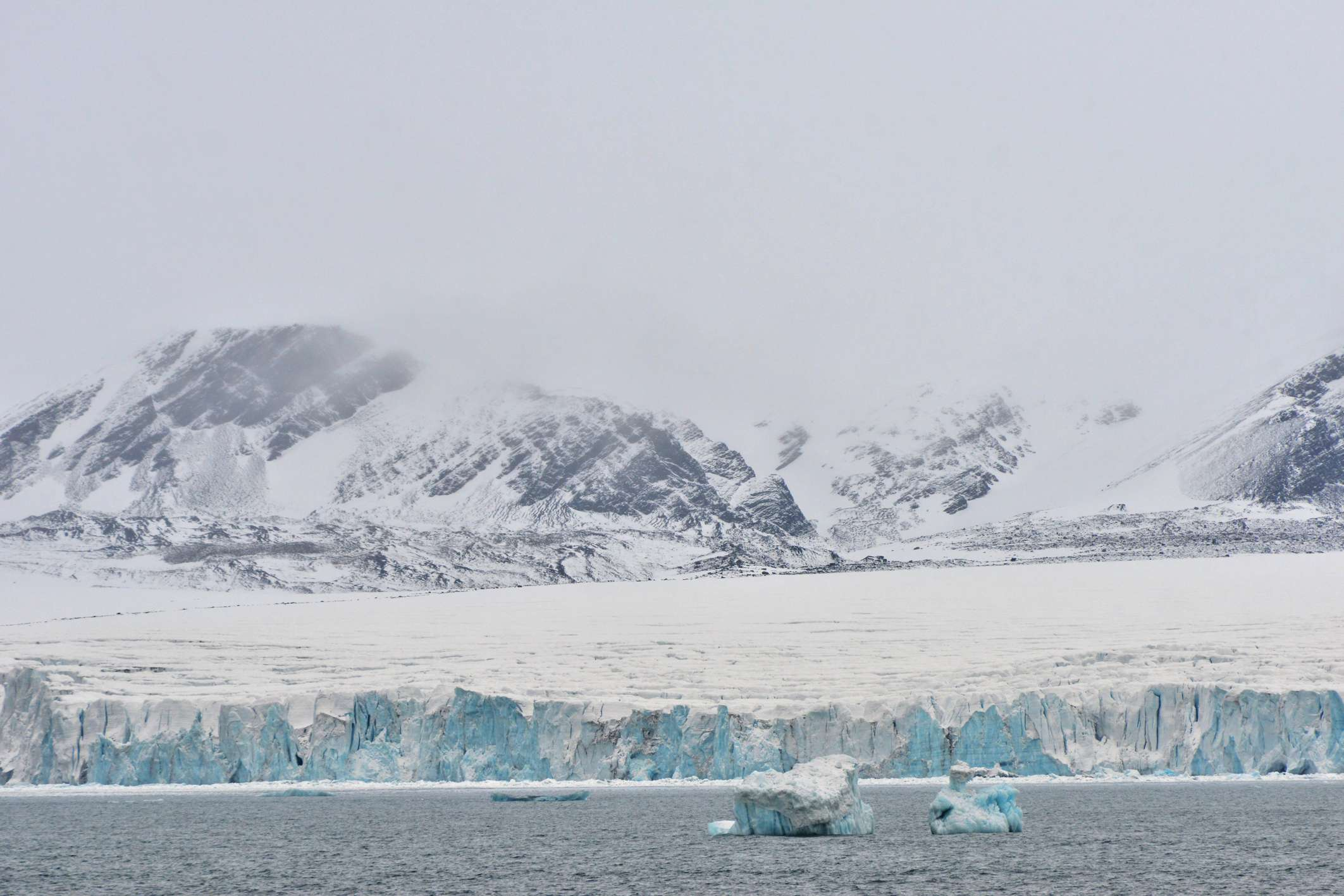
イノストランツェワ氷河

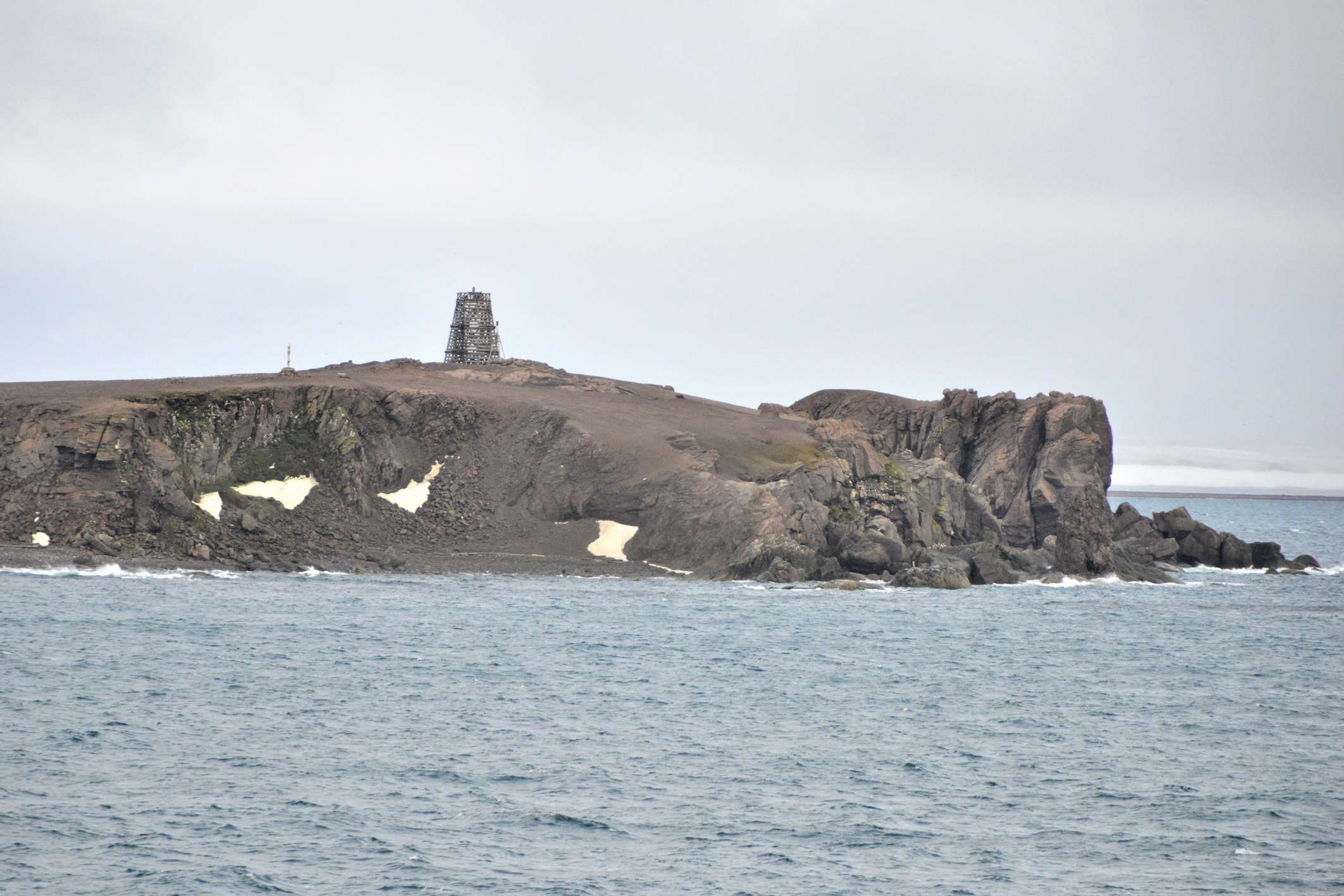
ジェラーニヤ岬

主として南北2つの大きな島から成る。北島（セヴェルヌィ島）と南島（ユージヌィ島）は幅2 - 3kmのマトチキン海峡で隔てられている。南島はカルスキエ・ヴォロタ海峡（約50km）で南のヴァイガチ島と隔てられている。非常に山がちであり、地質学的にはウラル山脈の延長部である。北島は面積の約半分20,000 km2が氷河で覆われている。南島はツンドラ気候。ユージヌイ島の南西にはメズドゥシャルスキー島がある。
総面積はおよそ90,650 km2（土地面積：55,200 km2、湖沼河川湿地等：36,000 km2）。南西端から北東端までの距離は約925km。北島の幅は123km、南島の幅は約143km。最高地点は1547m。
| ノヴァヤゼムリャ（マールイエ・カルマクルイ）の気候 | ノヴァヤゼムリャ（マールイエ・カルマクルイ）の気候 | ノヴァヤゼムリャ（マールイエ・カルマクルイ）の気候 | ノヴァヤゼムリャ（マールイエ・カルマクルイ）の気候 | ノヴァヤゼムリャ（マールイエ・カルマクルイ）の気候 | ノヴァヤゼムリャ（マールイエ・カルマクルイ）の気候 | ノヴァヤゼムリャ（マールイエ・カルマクルイ）の気候 | ノヴァヤゼムリャ（マールイエ・カルマクルイ）の気候 | ノヴァヤゼムリャ（マールイエ・カルマクルイ）の気候 | ノヴァヤゼムリャ（マールイエ・カルマクルイ）の気候 | ノヴァヤゼムリャ（マールイエ・カルマクルイ）の気候 | ノヴァヤゼムリャ（マールイエ・カルマクルイ）の気候 | ノヴァヤゼムリャ（マールイエ・カルマクルイ）の気候 | ノヴァヤゼムリャ（マールイエ・カルマクルイ）の気候 |
| 月                                                 | 1月                                                | 2月                                                | 3月                                                | 4月                                                | 5月                                                | 6月                                                | 7月                                                | 8月                                                | 9月                                                | 10月                                               | 11月                                               | 12月                                               | 年                                                 |
| -------------------------------------------------- | -------------------------------------------------- | -------------------------------------------------- | -------------------------------------------------- | -------------------------------------------------- | -------------------------------------------------- | -------------------------------------------------- | -------------------------------------------------- | -------------------------------------------------- | -------------------------------------------------- | -------------------------------------------------- | -------------------------------------------------- | -------------------------------------------------- | -------------------------------------------------- |
| 最高気温記録 °C （°F）                             | 2.2 (36)                                           | 3.9 (39)                                           | 2.2 (36)                                           | 7.8 (46)                                           | 17.6 (63.7)                                        | 22.2 (72)                                          | 28.3 (82.9)                                        | 23.9 (75)                                          | 18.9 (66)                                          | 9.0 (48.2)                                         | 3.3 (37.9)                                         | 2.8 (37)                                           | 28.3 (82.9)                                        |
| 平均最高気温 °C （°F）                             | −11.1 (12)                                         | −11.7 (10.9)                                       | −9.3 (15.3)                                        | −6.9 (19.6)                                        | −1.6 (29.1)                                        | 4.7 (40.5)                                         | 9.9 (49.8)                                         | 8.8 (47.8)                                         | 5.3 (41.5)                                         | −0.2 (31.6)                                        | −4.9 (23.2)                                        | −8.3 (17.1)                                        | −2.1 (28.2)                                        |
| 日平均気温 °C （°F）                               | −14.2 (6.4)                                        | −14.9 (5.2)                                        | −14.1 (6.6)                                        | −10.1 (13.8)                                       | −4.1 (24.6)                                        | 1.8 (35.2)                                         | 6.9 (44.4)                                         | 6.5 (43.7)                                         | 3.2 (37.8)                                         | −2.4 (27.7)                                        | −8.0 (17.6)                                        | −10.2 (13.6)                                       | −5.0 (23)                                          |
| 平均最低気温 °C （°F）                             | −17.3 (0.9)                                        | −17.9 (−0.2)                                       | −15.3 (4.5)                                        | −13.2 (8.2)                                        | −5.9 (21.4)                                        | 0.7 (33.3)                                         | 5.0 (41)                                           | 4.8 (40.6)                                         | 2.0 (35.6)                                         | −3.9 (25)                                          | −9.7 (14.5)                                        | −14.1 (6.6)                                        | −7.1 (19.2)                                        |
| 最低気温記録 °C （°F）                             | −36.1 (−33)                                        | −36.1 (−33)                                        | −39.0 (−38.2)                                      | −30.0 (−22)                                        | −25.5 (−13.9)                                      | −10.0 (14)                                         | −3.9 (25)                                          | −2.0 (28.4)                                        | −10.0 (14)                                         | −21.1 (−6)                                         | −28.9 (−20)                                        | −36.0 (−32.8)                                      | −39.0 (−38.2)                                      |
| 降水量 mm （inch）                                 | 40.1 (1.579)                                       | 31.0 (1.22)                                        | 29.0 (1.142)                                       | 23.6 (0.929)                                       | 24.8 (0.976)                                       | 27.1 (1.067)                                       | 41.0 (1.614)                                       | 49.5 (1.949)                                       | 47.3 (1.862)                                       | 42.5 (1.673)                                       | 31.7 (1.248)                                       | 31.7 (1.248)                                       | 419.3 (16.507)                                     |
| 平均降水日数 （≥1.0 mm）                           | 9.9                                                | 9.5                                                | 8.8                                                | 6.4                                                | 6.3                                                | 6.9                                                | 7.0                                                | 9.2                                                | 10.1                                               | 9.7                                                | 8.5                                                | 9.4                                                | 101.7                                              |
| 平均降雪日数                                       | 18                                                 | 18                                                 | 19                                                 | 17                                                 | 17                                                 | 9                                                  | 1                                                  | 1                                                  | 6                                                  | 16                                                 | 19                                                 | 20                                                 | 161                                                |
| % 湿度                                             | 78                                                 | 77                                                 | 77                                                 | 76                                                 | 78                                                 | 78                                                 | 82                                                 | 83                                                 | 85                                                 | 82                                                 | 79                                                 | 78                                                 | 80                                                 |
| 平均月間日照時間                                   | 0.0                                                | 22.6                                               | 108.5                                              | 216.0                                              | 189.1                                              | 183.0                                              | 229.4                                              | 142.6                                              | 72.0                                               | 40.3                                               | 3.0                                                | 0.0                                                | 1,206.5                                            |
| 出典1：Weatherbase                                 |                                                    |                                                    |                                                    |                                                    |                                                    |                                                    |                                                    |                                                    |                                                    |                                                    |                                                    |                                                    |                                                    |
| 出典2：香港天文台                                  |                                                    |                                                    |                                                    |                                                    |                                                    |                                                    |                                                    |                                                    |                                                    |                                                    |                                                    |                                                    |                                                    |

## 人口
2002年の国勢調査時の人口は2,716人で、その内2,622人がノヴァヤゼムリャ地区の行政の中心都市であるベルーシャ・グバに居住している。先住民として100人ほどのネネツ人と50人ほどのユーラシアアヴァール人が、漁業・ワナ掛け猟・ホッキョクグマ猟・アザラシ猟などを営んで暮らしている。

## 主な町
- ベルーシャ・グバ
- ロガチェイェヴォ
- スミノビチ
- マトチキンシャール
- リトケ
- ルサノボ
- クラシノ
- マールイエ・カルマクルイ
- ルースカヤ・ガバニ
- ポモルスコエ
- ラゲルノエ
- クレストーヴァヤグバ

## 交通
アルハンゲリスクより週2回ロガチェヴォ空港(Rogachevo Airport)(軍用飛行場)行きの飛行機が発着しているが、ノヴァヤゼムリャには制限区域がある為、ノヴァヤゼムリャを訪れるにはロシア政府の特別許可が必要となる。

## 歴史
ロシア人がノヴァヤゼムリャの存在を知ったのは、ノヴゴロドの商人達がこの地域を訪れた11世紀か12世紀のことである。西欧からは、16世紀に東アジアへの最短航路「北東航路」を求めて探検家が訪れるようになり、1553年にヒュー・ウィロビイ (Hugh Willoughby) が初めて到達した。1596年にウィレム・バレンツがノヴァヤゼムリャの北端を回り、東北岸で越冬した。1821 - 1824年、フェオドル・リケ (Feodor Liitke) の調査によって西部の海岸の地図が書かれた。
永住が始まるようになるのは、1870年にマールイエ・カルマクルイ (Malye Karmakuly) が建てられてからで、1926年までノヴァヤゼムリャの行政の中心となる。その間に、現在の行政中心であるベルーシャ・グバ (Belushya Guba) に移ったこともしばしばあった。
ソビエト連邦時代、核実験場とされ、史上最大規模の核実験が実施された。1989年、グラスノスチによってノヴァヤゼムリャでの核実験についての情報が公開され、1990年にはグリーンピースが現地で抗議行動を催した。

## 核実験場

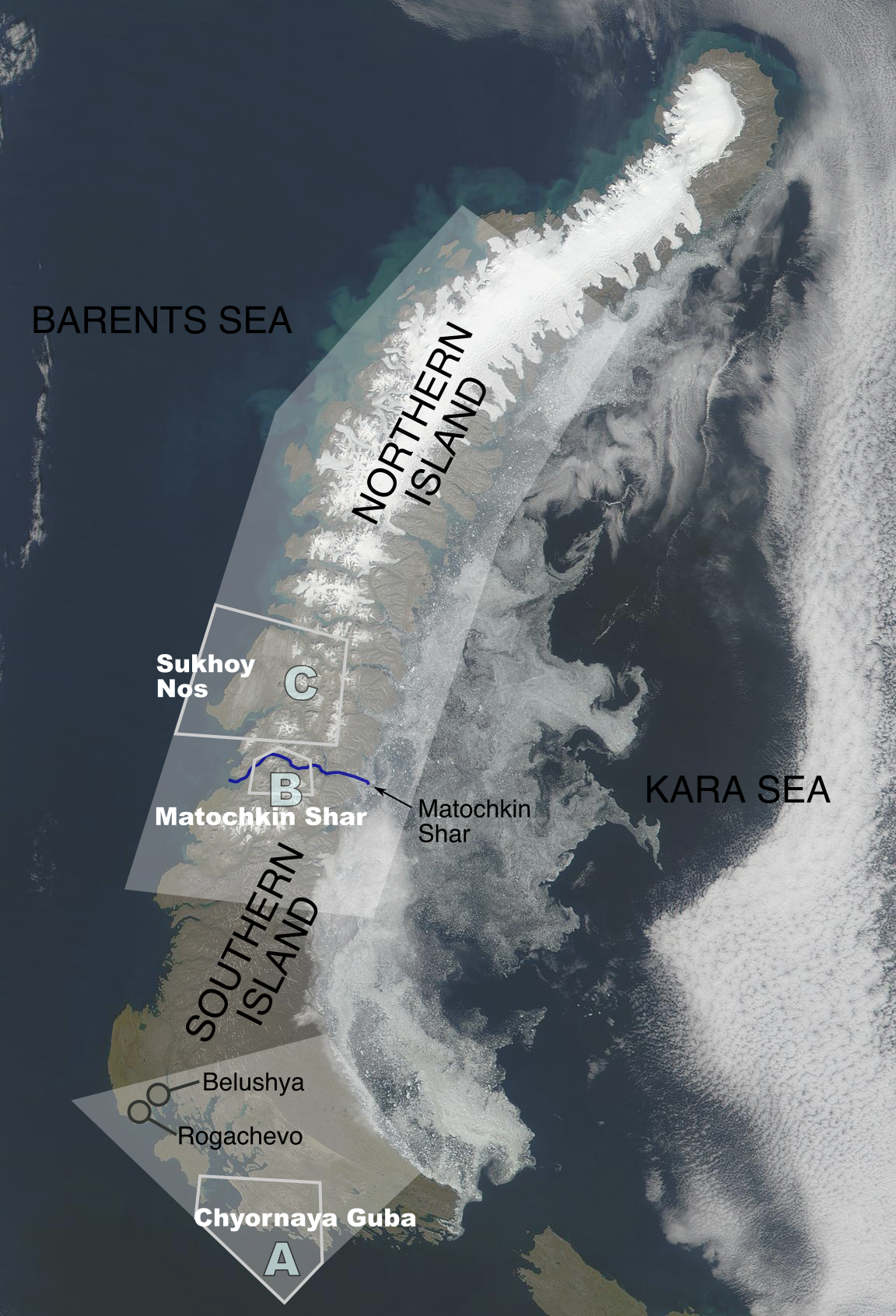
ノヴァヤゼムリャの主な核実験エリア

ノヴァヤゼムリャは、冷戦時代に軍事的に重要な拠点であった。ソビエト空軍は島の南部にロガチェボ空軍基地を置き、初期には要撃機を配備した。その後・1955年以降は、核実験のための戦略的な支援施設となった。ソビエト連邦は冷戦の最中の1954年6月に、ノヴァヤゼムリャを核実験場とすることを宣言し、同年10月には早々に実験場の建設に着手している。現在もロシア連邦の核実験場として使用されている。現在まで、臨界前核実験などの未公表実験を除き、約224回程度の核実験が行われている。
Zone A (Chyornaya Guba) は、1955年 - 1962年の間及び1972年 - 1975年に使用された。Zone B (Matochkin Shar) は、1964年 - 1990年間に地下実験に使用された。Zone C (Sukhoy Nos) は、1958年 - 1961年間に使用された。中でも1961年の核実験では、史上最高の50メガトン級の水素爆弾・ツァーリ・ボンバの爆発実験が行われた。この時に出された死の灰はジェット気流に乗って日本にも飛来した。その他にも、ノヴァヤゼムリャ島の箇所箇所で実験は行われている。
1963年の大気圏内での核実験が制限された後、1973年9月12日に最大級の地下核実験（4.2メガトン）が行われた。ツァーリ・ボンバや他の大気圏内の核爆発実験に比べ、爆発エネルギーははるかに小さいものであったが、マグニチュード6.97の相当の揺れ（人工地震）を引き起こすに至った。8千万トンの氷河の地すべりが起き、2kmの長さの湖が出来上がった。
224回にも及ぶ核実験の総爆発量は、265メガトンにもなる。これは、第二次世界大戦で使用された弾薬量の総量（広島、長崎2つの原子爆弾の総爆発量を含む）の2メガトンをはるかに超える。
1988年 - 1990年になると、グリーンピースなどの環境保護団体等により、同地での核実験反対運動が起こり、また、冷戦構造の変化や、ソビエト連邦の崩壊、社会、財政の混沌などの理由から、1990年に行われた核爆発実験が最後のものとなった。
しかし、1998年になると原子力エネルギー庁による臨界前核実験が毎年秋に行われるようになった。但し、この実験は核兵器用プルトニウム100gまでの実験である。

### 年表
- 1955年9月21日 - 最初の核実験（水中）（T-5核魚雷弾頭用RSD-3I核装置）
- 1957年9月24日 - 最初の高威力熱核兵器の空中投下による爆発（1.6メガトン）
- 1957年10月10日 - 水中核実験（T-5核魚雷）
- 1961年10月8日 - 最初の対艦巡航ミサイル弾頭の実験（KSR-2空中発射対艦巡航ミサイル弾頭核実験）
- 1961年10月31日 - 世界最大の核実験（50メガトン）
- 1962年12月25日 - 最後となる大気圏内核実験（2回）
- 1972年7月27日 - 最初の地下核実験（シャフト：横穴）
- 1973年9月12日 - 最大のトンネル地下核実験 4回同時爆発（最大爆発10メガトン）
- 1973年10月27日 - 最大のシャフト地下核実験 単回爆発（10メガトン）
- 1990年10月24日 - 最後の核実験 地下600mでの8発のトンネル同時地下爆発

### 核開発の関連項目
- ツァーリ・ボンバ
- ソ連による原子爆弾開発計画
- マヤーク核技術施設
  - ウラル核惨事
- セミパラチンスク核実験場
- トツキー軍事演習